# Willem Jacob van de Graaf
Willem Jacob van de Graaf est le 41e et avant-dernier gouverneur du Ceylan néerlandais.

## Biographie
Willem Jacob était le troisième enfant de Sebastiaan van de Graaf, major de cavalerie dans l'armée des Provinces-Unies, et Geertruid van Vinceler. 
À l'âge de 18 ans, Van de Graaf est parti sur le navire Blijdorp pour Ceylan, où il est devenu un marchand à Galle. Là, en 1862, il a épousé Agnita Clara Samlant (1745-1773), la fille du commandant de Galle et Mat. Ils ont eu cinq enfants. 
En 1766, il devint "chef de la Mahabadde" à Colombo, le fonctionnaire chargé de la culture de la cannelle économiquement importante. Après la mort de sa première femme, il épousa Christina Elisabeth van Angelbeek (1756-1792), avec qui il eut 11 enfants, dont deux fils et une fille qui ont survécu à leur enfance 
Il fut nommé gouverneur de Ceylan le 7 février 1785, jusqu'à ce qu'il lui soit demandé, en 1793, de devenir premier conseiller et directeur général de la colonie néerlandaise en Inde, à Suratte. Le 15 juillet 1794, son beau-père, Johan van Angelbeek, le remplace comme gouverneur. 
Il se retira au domaine De Liesbosch au sud de la ville d'Utrecht, où il mourut en 1804.